# Sabine Klinkner

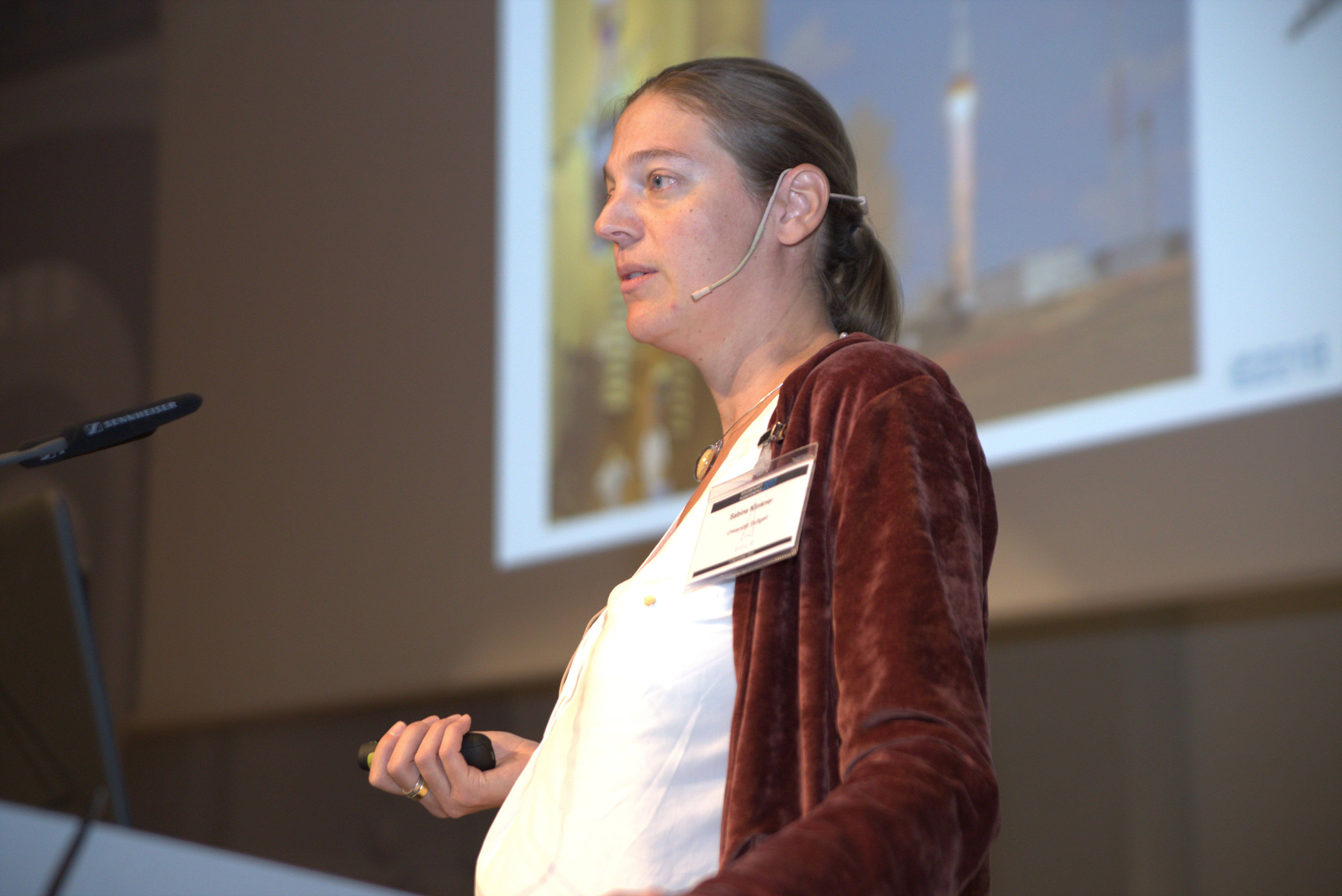
Sabine Klinkner, 2017

Sabine Klinkner (* 24. November 1975 in Greenwich, Connecticut, USA) ist eine deutsche Luft- und Raumfahrttechnikerin und Hochschullehrerin an der Universität Stuttgart.

## Leben und Wirken
Klinkner studierte von 1996 bis Februar 2001 Luft- und Raumfahrttechnik an der Universität Stuttgart.
Sie graduierte im September 2002 mit dem Erwerb des Ingenieurdiploms an der Universität Pisa mit der Arbeit Simulation and Design of a preheated cathode for a MPD thrusters, as well as an experimental examination of the thrusters behaviour for different propellants.
Anschließend arbeitete sie beim Schwetzinger Raumfahrttechnik-Unternehmen von Hoerner & Sulger GmbH. Berufsbegleitend erstellte Klinkner an der Universität Stuttgart ihre Doktorarbeit. Dort wurde sie 2009 mit der von Hans-Peter Röser betreuten Arbeit Concepts and development of highly integrated payloads for space missions on the example of the microrover NANOKHOD zur Dr. Ing. promoviert. Ihre Stellung bei von Hoerner & Sulger GmbH, zuletzt als Leiterin der Abteilung für Robotik-Systeme, gab Klinkner Ende 2014 zugunsten einer Professur auf.
Seit Januar 2015 ist sie ordentliche Professorin auf dem eigens für sie geschaffenen Lehrstuhl für Satellitentechnik an der Universität Stuttgart am dortigen Institut für Raumfahrtsysteme. Dort widmet sie sich vor allem der Explorationsrobotik und dem Zusammenwirken der Einzelkomponenten sehr komplexer Systeme unter extremen Umweltbedingungen.